# Коніц (громада)
Коніц (хорв. Općina Konjic, босн. Opština Konjic, серб. Општина Коњиц) — боснійська громада, розташована в Герцеговинсько-Неретванському кантоні Федерації Боснії і Герцеговини. Адміністративним центром є місто Коніц.